# Арувими
Аруви́ми (фр. Aruwimi) — река в Демократической Республике Конго, правый приток реки Конго. Длина около 1300 км. Площадь бассейна 116 100 км².
Под названием Итури берёт начало в саванне на западных предгорьях Синих гор (Конго), более чем в 100 км к западу от озера Альберт. Протекает по плато, а затем по впадине Конго. Много порогов и водопадов.
Наибольшие расходы воды в период дождей с марта по октябрь. Судоходна в нижнем течении.
Название реки дано шотландским миссионером и исследователем Давидом Ливингстоном, первым белым человеком, достигшим этой реки и спросившим туземцев, как она называется, а в ответ услышавшим: «Арувими», что на местном наречии означает «Что он сказал?».

Исследована Г. Стэнли в 1887—1889 годах.